# برخن آن سی
برخن آن سی (به هلندی: Bergen aan Zee) یک منطقهٔ مسکونی در هلند است که در برخن، هلند شمالی واقع شده‌است. برگن آن زی ۴۷۰ نفر جمعیت دارد.